# Terziarie regolari francescane
Le terziarie regolari francescane sono un istituto religioso femminile di diritto pontificio con case autonome.
Le terziarie regolari francescane sono religiose claustrali che vivono in monasteri sui iuris e seguono la regola del Terzo ordine regolare di San Francesco.
La prima regola propria del Terz'ordine regolare di San Francesco fu approvata da papa Leone X con la bolla Inter caetera del  20 gennaio 1521 e rimase in vigore per secoli; dopo la promulgazione del Codice di diritto canonico del 1917, papa Pio XI diede al Terz'ordine una nuova regola approvata con la bolla Rerum conditio del 4 novembre 1927. Una nuova regola è stata approvata da papa Giovanni Paolo II con il breve Franciscanum vitae propositum dell'8 dicembre 1982.
Molti monasteri si sono riuniti in federazioni: due spagnole (María Inmaculada, istituita il 19 dicembre 1978, e Santa Isabel), una messicana (Nuestra Señora de Guadalupe, istituita il 14 giugno 1980) e una italiana (Maria Stella dell'Evangelizzazione, comprendente i monasteri di Zogno, Montello, Paderno Dugnano); alcuni sono aggregati al Terzo ordine regolare di San Francesco, ma molti sono soggetti ai vescovi del luogo.
Alla fine del 2015 le terziarie regolari francescane contavano 50 monasteri e 664 religiose.